# Charlie McNeill
Charlie Martin McNeill (Droylsden, 2003. szeptember 9. –) angol labdarúgó, az angol Sheffield Wednesday csatára.

## Fiatalkora
McNeill Droylsdenben született, a Manchester United csapatában kezdett játszani, mielőtt leszerződtette a Manchester City 2014-ben. A Kékkel eltöltött időszakában több, mint 600 gólt szerzett.
Gyerekkorában a United rajongója volt.

## Pályafutása

### Manchester United
2020-ban a Manchester United leszerződtette az akkor 17 éves Charlie McNeillt 750 ezer fontért.
Folytatta kiemelkedő gólszerzői teljesítményét, amiért ismert lett a City csapatában, 21 mérkőzésen 24-et szerzett első szezonjában az U18-as csapatban.
2022. szeptember 8-án mutatkozott be a felnőtt csapatban, a spanyol Real Sociedad ellen az Európa-ligában, Tyrell Malacia cseréjeként.
2023. január 31-én McNeillt kölcsönbe leszerződtette a negyedosztályban szereplő Newport County a szezon végéig. Február 4-én mutatkozott be a csapatban, a Swindon Town elleni 2–1-es győzelem során. Első gólját a Tranmere Rovers ellen szerezte a bajnokságban, március 18-án.
2023 augusztusában ismét kölcsönbe küldte csapata, ezúttal a Stevenage-hez. 2024 telén visszatért Manchesterbe, miután nem kapott sok lehetőséget a kezdőcsapatban. 2024 nyarán elhagyta a csapatot, a Sheffield Wednesdayhez igazolt.

## Statisztika
Frissítve: 2023. október 28.
| Csapat                      | Szezon           | Liga             | Liga | Liga | Kupa | Kupa | Ligakupa | Ligakupa | Nemzetközi kupa | Nemzetközi kupa | Egyéb | Egyéb | Összesen | Összesen |
| Csapat                      | Szezon           | Bajnokság        | P.   | G.   | P.   | G.   | P.       | G.       | P.              | G.              | P.    | G.    | P.       | G.       |
| --------------------------- | ---------------- | ---------------- | ---- | ---- | ---- | ---- | -------- | -------- | --------------- | --------------- | ----- | ----- | -------- | -------- |
| Manchester United U21       | 2021–2022        | —                | —    | —    | —    | —    | —        | —        | —               | —               | 2     | 1     | 2        | 1        |
| Manchester United U21       | 2022–2023        | —                | —    | —    | —    | —    | —        | —        | —               | —               | 5     | 3     | 5        | 3        |
| Manchester United U21       | 2023–2024        | —                | —    | —    | —    | —    | —        | —        | —               | —               | 1     | 0     | 1        | 0        |
| Manchester United U21       | Összesen         | Összesen         | —    | —    | —    | —    | —        | —        | —               | —               | 8     | 4     | 8        | 4        |
| Manchester United           | 2022–2023        | Premier League   | 0    | 0    | 0    | 0    | 0        | 0        | 1               | 0               | —     | —     | 1        | 0        |
| Newport County (kölcsönben) | 2022–2023        | League Two       | 11   | 1    | —    | —    | —        | —        | —               | —               | —     | —     | 11       | 1        |
| Stevenage (kölcsönben)      | 2023–2024        | League One       | 3    | 1    | 0    | 0    | —        | —        | —               | —               | —     | —     | 3        | 1        |
| Karrier összesen            | Karrier összesen | Karrier összesen | 23   | 3    | 0    | 0    | 0        | 0        | 1               | 0               | 8     | 4     | 32       | 7        |

1. 1 2 3  Pályára lépések az EFL Trophy-ban
2. ↑  Pályára lépések az Európa-ligában